# 1960년 대한민국 민의원의장 보궐선거
제4대 민의원 전반기 의장 보궐선거는 이기붕 민의원의장의 사망으로 공석이 된 민의원의장을 선출하기 위해 1960년 5월 2일 실시되었다.
선거 결과 4선의 곽상훈 민주당 의원이 민의원의장에 선출되었다.
선거일 당시 정당별 민의원 의석수는 자유당 150명, 민주당 71명, 무소속 8명 등이었다. 따라서 자유당 의원들이 결속하면 민의원의장은 자유당이 차지할 수 있었으나, 4·19 혁명의 여파로 국민적 지탄을 받고 있던 자유당은 이를 포기하고 민주당에 양보하였다. 이런 배경 속에서 곽상훈 의원은 원내 제2당 소속이면서도 민의원의장에 당선될 수 있었다. 또한 선거 당일은 자유당 소속인 이승만 대통령의 사임서가 정식으로 처리되기 전이었으므로, 곽상훈 의원은 신익희 전 민의원의장 이후 첫 야당 출신 민의원의장이 되었다.

## 선거 제도
민의원의장 및 민의원부의장 선거에서 당선자는 재적 의원 2/3 이상의 출석과 출석 의원 과반수의 찬성으로 결정하도록 되어있었다. 만약 1차 투표 결과 과반을 득표한 후보가 없을 시 2차 투표를 해야 했으며, 2차 투표에서도 과반을 득표한 후보가 없을 시 상위 득표자 2인에 대하여 결선 투표를 실시해 최다 득표자를 당선자로 하도록 되어 있었다.

## 배경
1960년 3월 15일, 제4대 대통령 선거 및 제5대 부통령 선거가 실시되었다. 대통령 선거에서는 자유당 후보인 이승만 대통령이 당선되었으며, 부통령 선거에서도 역시 자유당 후보인 이기붕 민의원의장이 당선되었다. 그러나 이승만 정부가 경찰 및 공무원 조직을 동원하여 전방위적인 부정 선거와 개표 조작을 자행하였다는 사실이 드러났고, 전국 각지에서 이승만 대통령의 퇴진 및 정·부통령 선거 전면 재실시를 요구하는 시위가 일어났다.
결국 4월 23일, 이기붕 민의원의장 및 부통령 당선인은 부통령 당선 사퇴를 고려하겠다는 내용의 성명을 발표하였다. 이기붕 의장은 다음 날인 4월 24일 한갑수 민의원의장 비서실장을 자유당 의원총회에 보내 민의원의장직, 자유당 중앙위원회 의장직 등을 사퇴하고 부통령 당선도 사퇴하겠다고 발표하였다. 다만 이기붕 의장은 며칠이 지나도 민의원의장직 사퇴서를 제출하지 않아 의문을 자아내고 있었다. 그러다가 이승만 대통령이 대통령직 사퇴를 선언한 다음 날인 4월 28일, 이기붕 의장은 자택에서 부인 박마리아 여사와 장남 이강석 육군 소위, 차남 이강욱 군과 함께 집단 자살한 채로 발견되었다. 이기붕 의장의 사망으로 민의원의장직이 궐위됨에 따라 보궐선거가 치러지게 되었다.
그 외에도 임철호 부의장은 4월 26일, 이재학 부의장은 4월 27일 각각 부의장직 사퇴서를 국회에 제출하였다. 임철호 부의장의 사표는 4월 27일 민의원에서 무기명 투표를 실시한 결과 총투표수 181표 중 가 149표, 부 25표, 기권 3표, 무효 4표로 가결되었으나, 이재학 부의장의 사표는 5월 2일 민의원에서 반려가 결의되었다.

## 후보
민주당은 4월 29일 원내대책위원회를 열고 곽상훈 당 최고위원을 민의원의장 후보로 결정하였다. 이 날 대책위는 또한 이재학 부의장의 사표는 철회시키고, 임철호 부의장의 후임에 대한 보선은 보류할 것을 당론으로 결정하였다.
자유당 내 다수 의원들은 민주당에서 원내 다수당인 자유당과 그 어떤 사전 협의 없이 의장 후보를 정해 발표했다는 점, 곽상훈 의장 내정자가 자유당과 관계가 상당히 껄끄러운 민주당 신파 소속이라는 점 등의 이유로 곽상훈 내정자를 지지해줄 수 없다는 입장을 보였다. 이런 입장의 자유당 의원들과 민주당 내 일부 의원들은 힘을 합쳐 곽상훈 내정자의 당선을 저지하고 김도연 의원이나 윤보선 의원을 지지하려는 움직임을 보여 원내에는 전운이 감돌았다. 그러나 자유당 지도부는 4월 30일 의원총회를 열고 개헌을 앞둔 중요한 시기에 혼란을 야기하지 않기 위해라도 민주당 측의 방침에 협조할 것을 의원들에게 독려, 다수 의원들이 마음을 돌림으로써 민의원의장 선거는 순조롭게 진행되게 되었다.

## 선거 결과
경기도 인천시 을 지역구의 곽상훈 민주당 의원이 당선되었다.
| 후보     | 소속     | 득표 | %    | 비고 |
| -------- | -------- | ---- | ---- | ---- |
| 곽상훈   | 민주당   | 137  | 74.5 | 당선 |
| 김도연   | 민주당   | 9    | 4.9  |      |
| 윤보선   | 민주당   | 7    | 3.8  |      |
| 장택상   | 무소속   | 2    | 1.1  |      |
| 김준연   | 통일당   | 2    | 1.1  |      |
| 이필호   | 민주당   | 2    | 1.1  |      |
| 이철승   | 민주당   | 2    | 1.1  |      |
| 김선태   | 민주당   | 1    | 0.5  |      |
| 박충모   | 민주당   | 1    | 0.5  |      |
| 이용범   | 자유당   | 1    | 0.5  |      |
| 유진산   | 민주당   | 1    | 0.5  |      |
| 이재형   | 무소속   | 1    | 0.5  |      |
| 김상도   | 자유당   | 1    | 0.5  |      |
| 김학준   | 민주당   | 1    | 0.5  |      |
| 무효     | 무효     | 16   | 8.7  |      |
| 총투표수 | 총투표수 | 184  | 100  |      |